# Werehpai
Werehpai es un sitio arqueológico en Surinam que consta de varias cuevas que contienen petroglifos de origen precolombino. El sitio está ubicado a unos 10 kilómetros (6,2 mi) del pueblo de Kwamalasamutu. Con 313 petroglifos identificados, Werehpai es, por lejos, el sitio de petroglifos precolombinos más grande conocido en Surinam, y quizás el más grande de todas las Guayanas.

## Nombre
El sitio fue nombrado por el pueblo local tiriyó en honor a una heroína ancestral. Los arqueólogos que investigaron el sitio en 2007 decidieron mantener el nombre.

## Descubrimiento e investigación preliminar
Se discute quién descubrió realmente el sitio. Inicialmente, la mayoría de los medios informaron que el sitio fue descubierto en 1998 por un hombre tiriyó llamado Kamainja, quien había perdido a su perro en algún lugar de la zona. Según cuenta la historia, Kamainja luego informó del descubrimiento al cacique de Kwamalasamutu, Asongo Alalaparu, quien difundió aún más la noticia del descubrimiento. Sin embargo, en 2011, el periódico surinamés de Ware Tijd informó que un hombre tiriyó llamado Mennio Moeshè ya había descubierto el sitio alrededor de 1990, cuando tenía 27 años. Cuando Kamainja perdió a su perro, Mennio Moeshè le contó sobre la existencia de las cuevas con petroglifos y que creía que las cuevas estaban habitadas por tigres, que podrían haberse comido al perro de Kamainja. Kamainja luego convenció a Mennio Moeshè para que le mostrara la ubicación.
Lo cierto es que el cacique Asongo en el año 2000 mencionó la existencia del sitio a representantes de Conservación Internacional en Surinam. Con la asistencia del Museo Stichting Surinaams, Conservación Internacional posteriormente estableció un proyecto de investigación para investigar el sitio. Los arqueólogos Aad Versteeg del Museo Stichting Surinaams y Abelardo Sandoval del Instituto Smithsoniano realizaron una investigación de campo en Werehpai en 2007, junto con el especialista en suelos Dirk Noordam.
En pozos de prueba que se excavaron, se encontraron fragmentos de cerámica y carbón. La datación por radiocarbono de tres fragmentos de carbón resultó en dataciones entre 5.000 y 4.200 años antes del presente.

## Turismo
Aunque el sitio fue descubierto hace relativamente poco tiempo, los operadores turísticos en Surinam ya han comenzado a ofrecer visitas a las cuevas.
El Banco Interamericano de Desarrollo financió un albergue turístico en Iwana Samu. El albergue de Iwana Samu se creó para generar fondos para la gestión eficaz del área protegida Werehpai. Las cuevas están a 45 minutos en bote desde el albergue.